# Kantonsschule am Burggraben
Die Kantonsschule am Burggraben, kurz KSBG, ist eine Mittelschule in der Stadt St. Gallen. Die Schule wurde 1856 gegründet und bietet heute die gymnasiale sowie die untergymnasiale Ausbildung an. Die Kantonsschule ist mit ihren 150 Jahren eine der ältesten Kantonsschulen der Schweiz. Bis zur Eröffnung der Kantonsschule Wil im Jahr 2002 war die Schule auch die grösste Mittelschule der Schweiz (mit zeitweise über 1800 Schülern).

## Geschichte

### Gründung
Die Gründung der Kantonsschule geht auf die Wirren nach dem Zusammenbruch der alten Schulordnung in der Stadt St. Gallen zu Ende des 18. Jahrhunderts zurück. Mit der Aufhebung der Fürstabtei St. Gallen war die traditionsreiche katholische Klosterschule geschlossen worden und die Schüler konnten zunächst nur noch gegen Schulgeld das städtische (reformierte) Gymnasium besuchen. 1809 war dann ein neues katholisches Gymnasium im Klostergebäude eröffnet worden (heute die Katholische Kantonssekundarschule St. Gallen), die Situation war aber so nicht zufriedenstellend – mit zwei komplett getrennten Schulen mit unabhängiger Obhut und Bildungspolitik. Zunächst war das von der Kantonsverfassung von 1814 allerdings so vorgesehen worden und eine Zusammenlegung war noch nicht konsensfähig, da der konfessionelle Graben, der die Stadt fast 400 Jahre getrennt hatte, noch zu tief war (siehe dazu Geschichte der Stadt St. Gallen).

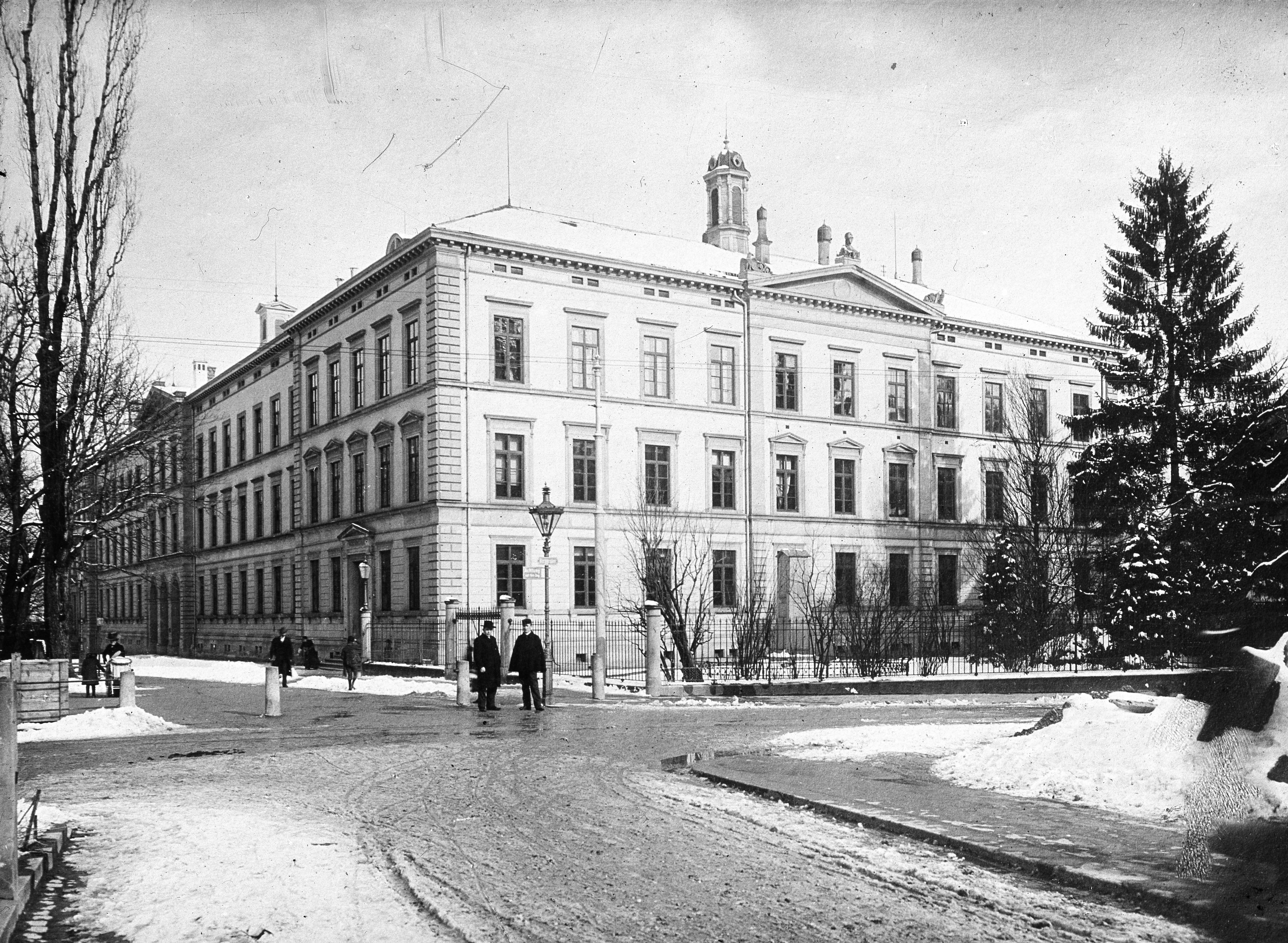
Westflügel des Kantonsschulgebäudes, wo sich 1899–1911 die Handelsakademie, heute HSG, befand (ca. 1905).

Erst 50 Jahre später, 1856, konnten sich liberalere Kräfte in der Politik durchsetzen und das Projekt einer konfessionsübergreifenden Schule realisieren. So entstand die sogenannte Vertrags-Kantonsschule im neuen, von Felix Wilhelm Kubly erbauten Schulgebäude am Burggraben. Das Jahr 1856 gilt damit als Gründungsdatum der heutigen Kantonsschule St. Gallen. 1861 wurde die Kantonsverfassung revidiert, womit die Schule unter die Obhut des Kantons gestellt wurde. Bis zu einer neuerlichen Verfassungsänderung 1890 waren die Konfessionsteile nun ihrerseits verpflichtet, dem Kanton für die Schule Beiträge zu entrichten. Das im Stil der Neurenaissance erstellte Gebäude ist innen mit Dekorationsmalereien im pompejanischen Stil verziert.
Im Mai 1865 besuchten 198 Schüler die Kantonsschule, die inzwischen in das eigentliche Gymnasium, eine sogenannte Industrieschule und ein Lehrergymnasium aufgeteilt worden war. Die offizielle Aufnahme der ersten Schülerin ist erst im Jahr 1893 verbürgt, vorher war es Mädchen nur ausnahmsweise gestattet, einzelne Lektionen zu besuchen. Die Schule schloss für das Gymnasium an die Primar- und für die Industrieschule an die zweite Realschule (heute Sekundarschule) an. Letztere sollte die Schüler in vier Jahren auf den Besuch des Polytechnikums (heute ETH Zürich) vorbereiten. Von 1890 bis 1998 dauerte diese Ausbildung gar viereinhalb Jahre.
Die im Jahr 1898 gegründete Handelsakademie St. Gallen, Vorläuferin der heutigen Universität St. Gallen (HSG), befand sich von 1899 bis 1911 im angemieteten Westflügel der KSBG.

### Zuwachs und Anbau
In den 1930er Jahren wurden dann die Maturitätstypen eidgenössisch geregelt und die kantonale Lehramtsschule ausgegliedert. In den 1950er-Jahren stieg die Anzahl angebotener Ausbildungslehrgänge am Gymnasium auf fünf, auch die Schülerzahl begann stark zu wachsen. Nachdem dem ständigen Wachstum der Schulklassen bisher nur mit der Eröffnung von immer neuen Provisorien an verschiedenen Orten der Stadt begegnet wurde, konnte 1964 endlich ein Anbau an das historische Gebäude der Schule eingeweiht werden.
Nach 1963 setzte eine zunehmende Dezentralisierung der Mittelschulen des Kantons St. Gallen ein. Bis 1975 wurden die Kantonsschulen in Sargans, Wattwil und Heerbrugg eröffnet. Dennoch nahmen die Schülerzahlen immer noch zu, so dass 1994/1995 mit der Kantonsschule am Brühl in der Stadt eine weitere Mittelschule eröffnet werden musste. Dort werden heute Diplomlehrgänge angeboten, in der KSBG ausschliesslich Maturitätslehrgänge als Vorbereitung auf ein Universitätsstudium.

### Seit den 1960er Jahren

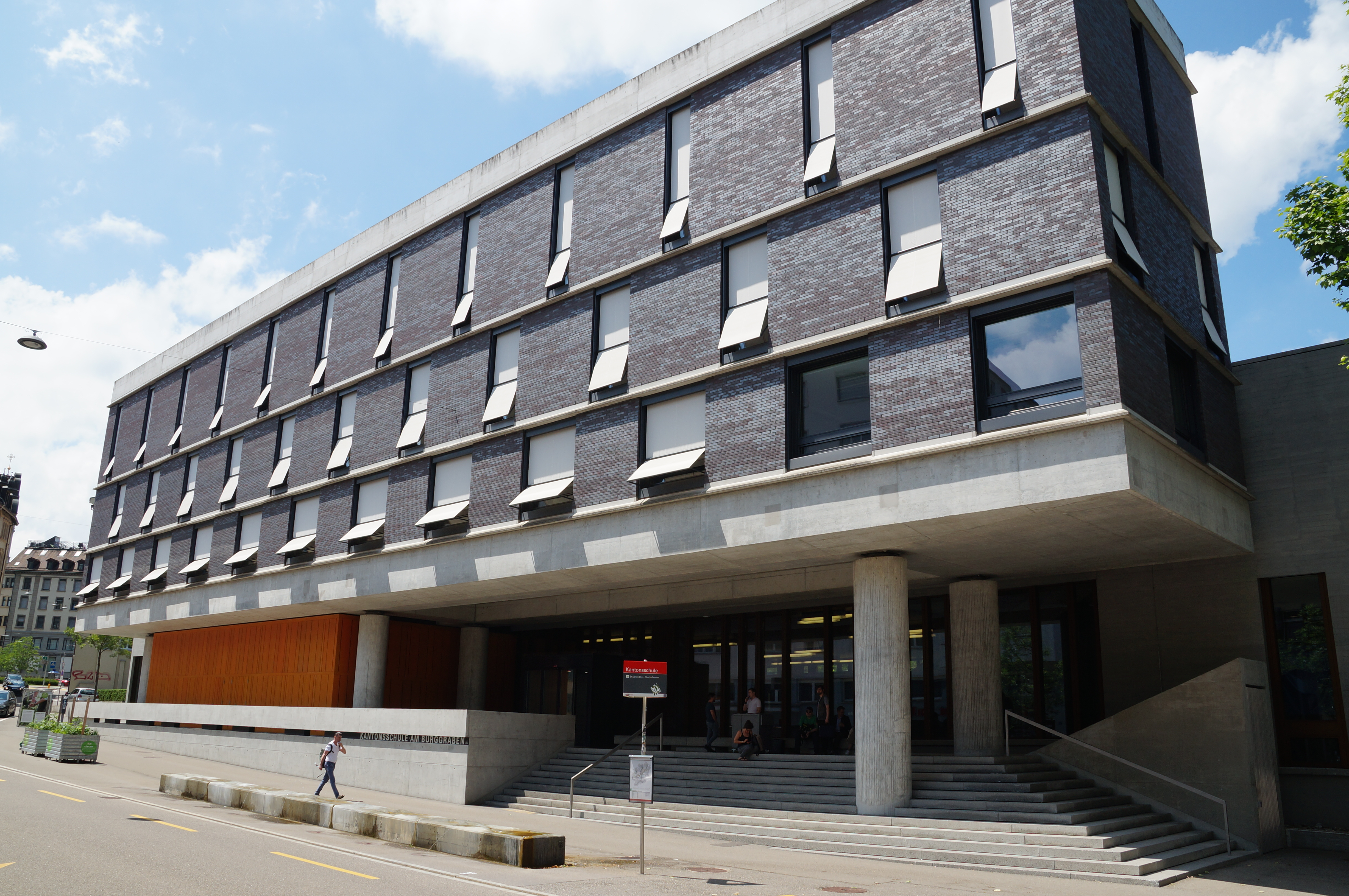
Bibliotheksgebäude, Anbau von 2004, Seite Lämmlisbrunnenstrasse.

In den Jahren 1969 und 1970 führte eine Liebesbeziehung eines Schülers und einer Schülerin zu einer Affäre, in der die konservative Weltanschauung der Lehrerschaft und der Geist der 68er-Bewegung öffentlich aufeinanderprallten. Die Schulleitung, die in der Beziehung den möglichen Auftakt zu Studentenunruhen wie im Ausland sah, wollte die Verliebten und ihre Unterstützer unter den Schülern von der Schule ausschliessen. Diese gründeten die «Aktion Rotes Herz», die den Konflikt schweizweit bekannt machte. Auf Intervention der kantonalen Erziehungsdirektion hin endete die Affäre bloss mit Verweisen für die beteiligten Schüler,  wobei die Schülerin und ihr Freund die Schule zu diesem Zeitpunkt bereits verlassen hatten. Ein anfänglich pädagogisches Problem hatte sich in eine politische Konfrontation verwandelt, zu dessen Dynamik die Aktionen in der Öffentlichkeit und ihr Echo in den Medien wesentlich beitrugen. Noch in einer Festschrift des Jahres 2006 rechtfertigte Geschichtslehrer Daniel Baumann das Vorgehen der «verantwortungsbewussten Schulleitung» gegen «lügnerische Agitation». In seiner neuen «Geschichte der Schweiz im 20. Jahrhundert» stellt der Historiker Jakob Tanner die beiden St. Galler Affären «Aktion Rotes Herz» und «Roter Gallus» als Paradebeispiele für die Protestenergien dar, die sich damals überall in der Schweiz entluden.
1994 wurde eine namentliche Abgrenzung von der neu konzipierten Kantonsschule am Brühl in der Stadt St. Gallen nötig. Ein schulinterner Ideenwettbewerb führte schliesslich zur neuen Bezeichnung «Kantonsschule am Burggraben» und zur neuen Adresse Burggraben 21 (vorher Rorschacherstrasse 16).
Im Herbst 2018 war die Kantonsschule Austragungsort der WikiCon, eines jährlichen Treffens der Communitys der deutschsprachigen Wikipedia und ihrer Schwesterprojekte.

### Rektoren der Kantonsschule am Burggraben (seit 1856)
|  | Name, Lebensdaten                       | von  | bis  | Fächer                  | Anmerkungen |
|  | --------------------------------------- | ---- | ---- | ----------------------- | --- |
|  | Johann Melchior Knaus (1820–1901)       | 1856 | 1863 | Altphilologie           | Rektor der «Vertrags-Kantonsschule» 1856–1865; 1863–1878 Prof. für Klassische Philologie an der Universität Bern |
|  | Friedrich Bernhard Wartmann (1830–1902) | 1863 | 1877 | Naturkunde              | 1863–1865 Rektor der «Vertrags-Kantonsschule» 1865–1877 Rektor der «Staatsschule» (Kantonsschule) Präsident der Naturwissenschaftlichen Gesellschaft des Kantons St. Gallen Direktor des Naturwissenschaftlichen Museums |
|  | Josef Adolf Kaiser (1836–1913)          | 1877 | 1891 | Physik, Chemie          | 1891–1911 Regierungsrat (Erziehungsdepartement) |
|  | Emil Arbenz (1848–1917)                 | 1891 | 1899 | Altphilologie           | |
|  | Adolf Dick (1860–1930)                  | 1899 | 1919 | Altphilologie           | |
|  | Ernst Wanner (1871–1938)                | 1919 | 1932 | Französisch, Englisch   | |
|  | Ernst Kind (1897–1983)                  | 1932 | 1963 | Geschichte              | [ 11 ] [ 12 ] |
|  | Paulfritz Kellenberger (1923–2006)      | 1963 | 1983 | Geschichte, Französisch | [ 14 ] |
|  | Paul Strasser (1937–2020)               | 1983 | 1992 | Wirtschaft und Recht    | |
|  | Arno Noger (* 1956)                     | 1992 | 2007 | Französisch, Geschichte | seit 1994 «Kantonsschule am Burggraben St. Gallen» 1998–2004 Präsident der Kantonalen Rektorenkonferenz 2004–2007 Präsident der Konferenz Schweizerischer Gymnasialrektorinnen und Gymnasialrektoren                     |
|  | Marc König (* 1956)                     | 2007 | 2021 | Deutsch, Französisch    | 2009–2014 Präsident der Kantonalen Rektorenkonferenz 2015–2021 Präsident der Konferenz Schweizerischer Gymnasialrektorinnen und Gymnasialrektoren                                                                        |
|  | Michael Lütolf (* 1971)                 | 2021 |      | Biologie                | |

## Ausbildung heute
Zurzeit wird die gymnasiale Ausbildung mit einem Matura-Abschluss angeboten. Neben der normalen, deutschsprachigen Ausbildung kann auch eine zweisprachige in Deutsch und Englisch absolviert werden, wobei die Maturaarbeit in Englisch geschrieben werden muss. Nach der neuen Maturitätsanerkennungsverordnung des Bundes wurde bis 1998 die Struktur der Ausbildungslehrgänge an die neue, vierjährige Studienzeit angepasst. Die Abteilungen der Schule heute heissen:
- Untergymnasium (mit Latein), nach der Primarschule
- Lateingymnasium (optional mit Altgriechisch)
- Mathematisch-naturwissenschaftliches Gymnasium (Schwerpunkte Biologie/Chemie und Anwendungen der Mathematik/Physik)
- Wirtschaftsgymnasium (optional mit zweisprachiger Maturität)
- Neusprachliches Gymnasium (Schwerpunkte Spanisch und Italienisch)
- Musisches Gymnasium (Schwerpunkte Musik und Bildnerisches Gestalten)

Die meisten Schüler treten nach zwei- oder dreijährigem Besuch einer städtischen Sekundarschule, der Katholischen Kantonssekundarschule St. Gallen («Flade») oder des Untergymnasiums in die Kantonsschule am Burggraben ein.

## Untergymnasium
An der Kantonsschule am Burggraben gibt es ein Untergymnasium. In der 6. Klasse der Primarschule besteht die Möglichkeit, eine Aufnahmeprüfung zu absolvieren. Diese Aufnahmeprüfung ist mit einem Numerus clausus auf 50 Schülerinnen und Schüler pro Jahrgang beschränkt. Die Ausbildung im Untergymnasium beträgt zwei Schuljahre. Nach diesen zwei Schuljahren treten die Schüler ohne Absolvierung einer weiteren Aufnahmeprüfung in das Gymnasium über. Im ersten Semester des Untergymnasiums gibt es eine Probezeit, in der entschieden wird, ob der Kandidat das nötige Leistungsniveau erreicht und an der Schule verbleiben darf. Das Untergymnasium wird (Stand: Juli 2023) von Judith Santschi geleitet.

## Schulgeld
Schüler, deren Eltern im Kanton St. Gallen ihren Steuerwohnsitz haben, bezahlen kein Schulgeld. Für die Übrigen beträgt das Schulgeld pro Schuljahr SFr. 17'000.
Die Aufnahmeprüfungsgebühr beträgt einmalig SFr. 200.

## Sonstiges
Die Schule betreibt eine Sternwarte am Ringelberg südlich von St. Georgen.

## Medien

### Schülerzeitung «Ultimatum»
Die Schülerzeitung «Ultimatum» existiert seit 1988 und feierte 2010 ihre 60. Ausgabe. Mit einer Auflage von 1500 bis zu über 2000 Exemplaren ist sie nicht nur eine sehr alte, sondern war sie über längere Zeit auch die grösste Schülerzeitung der Schweiz. Die Zeitung erscheint dreimal jährlich und ist gratis, da sie durch Sponsorbeiträge und Inserate finanziert wird.

### Radio «kantipark.ch»
Das Internetradio «kantipark.ch» sendete von Mai 2008 bis November 2016 rund um die Uhr ein Programm, das von Schülerinnen und Schülern im Alter von 13 bis 18 Jahren moderiert wurde. Damit war es das erste Schülerradio der Schweiz. Tagsüber war ausgewählte Musik zu hören, abends gab es Berichte unter anderem über Schulereignisse. Weitere Themen waren beispielsweise recherchierte Musikbeiträge (oft mit lokalen Bands oder auch international bekannten Bands), Berichte von Open Airs (vor allem Open Air St. Gallen) Interviews mit Lehrerinnen und Lehrern, Sport (insbesondere der FC St. Gallen) oder Rätselsendungen mit unkonventionellen Preisen. Rund 30 aktive und ebenso viele passive Mitglieder bzw. Moderatoren und Redaktoren waren aktiv.
In den Medien machte das Radio mit mehreren «Sendemarathons» auf sich aufmerksam, bei dem während mehreren Tagen (beim Rekord 61 Stunden) ununterbrochen gesendet wurde. Im September 2011 wurde kantipark.ch von o-ton.ch zum Webradio des Jahres gewählt. Finanziell getragen wurde das Radio primär vom Ehemaligenverein «O.U.T.». Das Radiostudio befand sich im Keller der Schule. Im November 2016 musste der Sendebetrieb wegen mangelndem Interesse seitens der Schüler eingestellt werden.

### Multimedia-Plattform «kanti live»
Im März 2019 ist die Multimedia-Plattform «kanti live» online gegangen. Die Schülerinnen und Schüler, die der Redaktion von «kanti live» angehören, berichten mit Texten, Podcasts und Videobeiträgen über Schule und Schulalltag. «kanti live» ist weder ein offizielles Publikationsorgan der KSBG noch des Kantons St. Gallen, sondern ein journalistisches Schülerprojekt, das vom o.u.t., dem Ehemaligenverein der KSBG, getragen wird.

## Schülerorganisation
Die Schülerorganisation der Kantonsschule am Burggraben organisiert regelmässige Anlässe, darunter das jährliche Schulfest, bekannt als «Stägäfäscht». Die lange Tradition des «Stägäfäschts» reicht weit zurück: Erstmals wurde dieses Sommerfest am 7. Juli 1966 von der Klasse 5ha (Handelsabteilung) veranstaltet. Die Musik steuern dabei auch immer wieder schuleigene Bands bei.
Ausserdem werden unter ihrer Federführung die Semester-End-Party, der Rosentag am Valentinstag, eine Nikolaus-Aktion und neuerdings ein Winterball durchgeführt. Der Vorstand, bestehend aus vier Mitgliedern, wird von der Schülerschaft auf eine Amtszeit von zwei Jahren gewählt.

## Bekannte Schüler und Lehrer (Auswahl)

### Lehrer
- Fredi Alder (1943–2022), Psychologie, Pädagogik
- Mario Andreotti (* 1947), Germanist
- Otto P. Clavadetscher (1919–2015), Historiker
- Johannes Dierauer (1842–1920), Historiker
- Mathias Gabathuler, Rektor Kantonsschule am Brühl, St. Galler Stadtrat
- Peter Geiger (1942–2025), Historiker
- Ernst Götzinger (1837–1896), Historiker, Germanist
- Franz Hagmann (1941–2008), Deutsch- und Französischlehrer, Politiker
- Paul Huber (1918–2001), Komponist
- Dominik Jost (1922–1994), Deutschlehrer
- Fred Kurer (1936–2021), Anglist, Autor, Leiter Kellerbühne
- Emil Luginbühl (1899–1983), Deutschlehrer
- Arno Noger (* 1956), Historiker, Französischlehrer, Rektor, Politiker
- Carl August Schöll (1810–1878), Kunstlehrer
- Charles Uzor (* 1961), Komponist
- Florian Vetsch (* 1960), Literat, Lehrer für Deutsch und Philosophie
- Wilhelm Völker (1811–1873), Zeichenlehrer
- Roger Walch (* 1965)
- Friedrich Bernhard Wartmann (1830–1902), Botaniker, Rektor

### Schüler
- Walter Ackermann (1890–1969), Textilunternehmer und Politiker
- Patrizia Adam (* 1962), Politikerin
- Otto Alder (1849–1933), Textilindustrieller
- Thomas Ammann (* 1953), Politiker
- Urban Angehrn (* 1965), ehemaliger Direktor der FINMA
- Franz Bächtiger (1939–1999), Kunsthistoriker
- Ralph Baenziger (* 1940), Architekt
- Hans Ulrich Baumberger (1932–2022), Unternehmer und Politiker
- Iso Baumer (1929–2021), Religionswissenschaftler
- Karl Berger (1898–1993), Elektroingenieur, Blitzforscher
- Johann Georg Berlinger (1841–1900), Textilfabrikant, Oberst und Politiker
- Friedrich Bernet (1829–1872), Jurist, Redaktor und Politiker
- Bruno Boesch  (1911–1981), Germanist
- Johann Jakob Bösch (1849–1912), Unternehmer und Politiker
- Gian-Luca Bona (* 1957), Physiker und ehemaliger Direktor der EMPA
- Georg Boner (1908–1991), Historiker
- Erwin Bucher (1920–2001), Historiker
- Urs Bühler (1943–2025), Unternehmer der Bühler AG
- Markus Buschor (* 1961), Architekt, St. Galler Stadtrat
- Jana Caniga (* 1960), Fernsehjournalistin, Tourismusunternehmerin, Honorarkonsulin
- Alfred Chiodera (1850–1916), Architekt
- Thomas Christen (* 1975),  Beamter und Parteifunktionär
- Rolf Dubs (* 1935), Wirtschaftspädagoge, Rektor der Universität St. Gallen
- Markus Dürr (* 1947), Politiker
- Hans Eisenring (1932–2020), Ingenieur, Manager
- Georges Enderle (* 1943), Wirtschaftsethiker
- Albert Eschenmoser (1925–2023), Chemiker, ETHZ-Professor
- Hans Fässler (* 1954), Historiker, Kabarettist, Politiker
- Ueli Forster (* 1939), Textilunternehmer
- Kurt Furgler (1924–2008), Politiker, Bundesrat, Bundespräsident
- Walter Fust (1941–2025), Unternehmer Haushaltgeräte
- Johann Baptist Gaudy (1831–1901), Kaufmann, Bankier und Politiker
- Max Geiger (1922–1978), Geistlicher, Theologieprofessor
- Paul Gemperli (1930–2015), Politiker, St. Galler Regierungsrat, Ständerat
- Trudi Gerster (1919–2013), Schweizer Schauspielerin, Märchenerzählerin
- Hans Giger (* 1929), Rechtswissenschaftler
- Heidi Maria Glössner (* 1943), Schauspielerin
- Max Gmür (1871–1923), Rechtswissenschaftler
- Walter Gröbli (1852–1903), Mathematiker
- Johann Baptist Grütter (1849–1921), Bankdirektor
- Willy Guggenheim (1900–1977), Maler
- Paul Hälg (* 1954), Chemiker und Manager
- Trix Heberlein (* 1942), Politikerin
- Hans Hengartner (* 1944), Immunologe und Hochschullehrer
- Emil Hess (1911–2004), Veterinärmediziner
- Basilius Hidber (1817–1901), Historiker
- Hans Huber (1901–1987), Jurist, Rechtshistoriker
- Konrad Hummler (* 1953), Privatbankier und Publizist
- Norbert Hungerbühler (* 1964), Mathematiker
- Gardi Hutter (* 1953), Schweizer Schauspielerin, Autorin, Clown-Komödiantin
- Christoph Ill, Erster Staatsanwalt Kanton St. Gallen
- Franz Jaeger (* 1941), Schweizer Ökonom, emeritierter Professor für Wirtschaftspolitik und ehemaliger Politiker des LdU
- Renato Kaiser (* 1985), Satiriker, Slam-Poet, Kabarettist
- Hannes W. Keller (1939–2023), Physiker und Unternehmer
- Salomé Kora (* 1994), Leichtathletin
- Marc König (* 1956), Deutsch- und Französischlehrer, Rektor
- Henri Kunkler (1886–1951), Luftfahrtpionier
- Thomas Kuratli (* 1988), Musiker und Filmkomponist
- Valentin Landmann (* 1950), Rechtsanwalt, Autor, Politiker
- Godi Leiser (1920–2009), Grafiker und Vedutenzeichner
- Wolf Linder (* 1944), Politologe
- Fred Luchsinger (1921–2009), Journalist, Chefredakteur der Neuen Zürcher Zeitung
- Herbert Lüthy (1918–2002), Historiker
- Martha Lux-Steiner (* 1950), Physikerin
- Elmar Mäder (* 1963), Kommandant der Schweizer Garde
- Joya Marleen (* 2003), eigentlich Joya Schedler, Schweizer Musikerin
- Verena Merz (1959–1990), Malerin
- Anton Messmer (1858–1937), Kaufmann und Politiker
- Carl Moser (1873–1961), Jurist
- Ueli Maurer (* 1960), Kryptologe und ETH-Professor
- Jolanda Neff (* 1993), Radrennfahrerin, Olympiasiegerin (mountainbike cross country, Tokio 2021)
- Peter Nobel (* 1945), Rechtswissenschaftler, Rechtsanwalt
- Arno Noger (* 1956), Historiker, Französischlehrer, Rektor, Politiker
- Edgar Oehler (1942–2025), Unternehmer, Politiker
- Otto Pfleghard (1869–1958), Architekt
- Milo Rau (* 1977), Regisseur, Theaterautor
- Markus Rauh (1939–2019), Manager
- Paul Rechsteiner (* 1952), Politiker, Nationalrat, St. Galler Ständerat
- Richard Reich (1927–1991), Journalist und Politiker
- Lukas Reimann (* 1982), Politiker
- Roman Riklin (* 1971), Schweizer Komponist, Musiker und Autor
- Walter Roderer (1920–2012), Schweizer Volksschauspieler, Kabarettist
- Max Rössler (* 1940), Investor und Mathematiker
- Christian Rutishauser (* 1965), Judaist, Jesuit
- Franziska Ryser (* 1991), Schweizer Politikerin
- Hanna Sahlfeld-Singer (* 1943), Politikerin
- Kuno Schedler (* 1961), Prof. für Betriebswirtschaftslehre an der Universität St. Gallen
- Albert Schläpfer (1877–1955), Verleger
- Jacob Schmidheiny (1875–1955), Industrieller und Politiker
- Isabel Schorer (* 1978), Politikerin
- Johann Konrad Sonderegger (1834–1885), Kaufmann, Konsul
- Stefan Sonderegger (1927–2017), Germanist
- Manuel Stahlberger (* 1974),  Schweizer Kabarettist, Liedermacher und Comiczeichner
- August Steiger (1874–1954), Lehrer und Sprachpfleger
- Bettina Surber (* 1981), Politikerin, St. Galler Regierungsrätin
- Corinne Sutter (* 1985), Künstlerin
- Hugo Thiemann (1917–2012), Ingenieur und Vordenker
- Otto Tobler (1879–1946), Jurist, Naturschützer
- Hugo Tschirky (1938–2020), Wissenschafter und ETH-Professor
- Florian Vetsch (* 1960), Literat, Lehrer für Deutsch und Philosophie
- Jakob Vetsch (* 1954), Autor, Pfarrer
- Willy Fries (1907–1980), Maler
- Wilhelm Wartmann (1882–1970), Kunsthistoriker
- Heinrich Emil Weber (1907–1997), Elektroingenieur und ETH-Professor
- Dölf Weder (* 1950), Pfarrer, Kirchenratspräsident
- Rudolf Weiersmüller (1939–2004), Diplomat
- Alfons Weisser (1931–2016), Architekt
- Peter Wild (* 1939), Elektroingenieur und Erfinder
- Ernst Heinrich Zollikofer (1859–1930), Ornithologe, Präparator